# Bystrzyca Nowa
Bystrzyca Nowa – wieś w Polsce położona w województwie lubelskim, w powiecie lubelskim, w gminie Strzyżewice, nad rzeką Bystrzycą (dopływ Wieprza).
| SIMC    | Nazwa                  | Rodzaj    |
| ------- | ---------------------- | --------- |
| 1021116 | Nowa Bystrzyca-Kolonia | część wsi |

W latach 1975–1998 miejscowość administracyjnie należała do województwa lubelskiego.
Wieś stanowi sołectwo gminy Strzyżewice. Według Narodowego Spisu Powszechnego z roku 2011 wieś liczyła 380 mieszkańców.
Zamek Strzyżewicki wcześniej należał do obszaru Strzyżewic. Po odłączeniu części dóbr w 1840 roku znajduje się w Bystrzycy Nowej.
Niedaleko wsi znajduje się cmentarz wojenny z okresu I wojny światowej.
Wierni Kościoła rzymskokatolickiego należą do parafii Najświętszej Maryi Panny Królowej Polski w Bystrzycy Starej.